# کلیسای جامع ارتدکس یونانی جرجیس قدیس
کلیسای جامع ارتدکس یونانی جرجیس قدیس (به عربی: كاتدرائيّة القدّيس جاورجيوس للرّوم الأرثوذكس) کلیسایی است که به عنوان مقر مطران‌نشین ارتدکس یونانی بیروت و قلمروهای آن به حساب می‌آید. این قدیمی‌ترین کلیسای این شهر است که در نزدیکی میدان استار در بیروت، پایتخت لبنان واقع شده‌است.

## تاریخچه
این کلیسا به دستور امپراتور بیزانس تئودوسیوس دوم برای آزاد کردن کلیسای انستسی ساخته شد و اسقف اعظم لبنان استاثیوس در این کلیسا مستقر شد. کلیسا در نزدیکی دانشکده قانون که توسط ژوستینین یکم تأسیس شده‌است، قرار دارد. در زلزله ۵۵۱ میلادی این بنا نابود شد که در قرن دوازدهم بازسازی شد. در سال ۱۷۵۹، باردیگر در اثر زلزله ویران شد. پس از مدتی این بنا با مقیاس کوچک‌تری در حد یک محراب ساخته شد، اما پس از سه سال آن نیز فرو ریخت. در سال ۱۷۷۲ در شکل کنونی با سه مهراب بازسازی شد.
در طول جنگ داخلی لبنان کلیسا به کلی سوخته و ویران شد، اما پس از پایان جنگ مرمت و کاوش در کلیسا آغاز و سال ۲۰۰۳ بازگشایی شد. در سال ۲۰۱۰ در زیر کلیسا موزه‌ای افتتاح شد که مقبره‌های باستانی و موزاییک‌های تزیینی را به نمایش می‌گذارد.